# Светац заштитник
Светац заштитник је сваки светитељ који има посебну наклоност ка одређеној групи или заједници. Људи који припадају тој групи чешће упућују молитве том светитељу него неком другом јер верују да ће их он пре услишити и да се он брине о њима.
Неке земље, покрајине и градови, и народа који у њима живи, имају своје свеце заштитнике. Тако је заштитник Русије — Свети Никола, Енглеске — Свети Ђорђе, Ирске — Свети Патрик, Шпаније — Свети Јаков итд.